# Mesquita del Abidine
La mesquita d'al-Abidín de Cartago (àrab: جامع العابدين, jāmiʿ al-ʿĀbidīn) és un edifici religiós de la ciutat de Cartago, a Tunísia. Fou construïda sobre plànols de l'arquitecte Ayad Sriha i està dedicada a l'expresident de la república Zine El Abidine Ben Ali, que va posar la primera pedra el 16 de novembre del 2000 i la va inaugurar l'11 de novembre del 2003. Es troba al turó de l'Odèon, a una esplanada de 2500 metres quadrats. El seu minaret fa 55 metres d'alt, i el pati interior 1500 m²; la sala d'oració port acollir fins a 1.700 fidels.